# Chicago (Schriftart)
Chicago ist eine serifenlose Schriftart, die von Susan Kare für Apple entwickelt wurde. Sie war von 1984 bis 1997 die Systemschriftart der Macintosh-Betriebssysteme. Chicago fand ebenfalls in früheren Versionen der iPod-Oberfläche Verwendung.

## Literatur

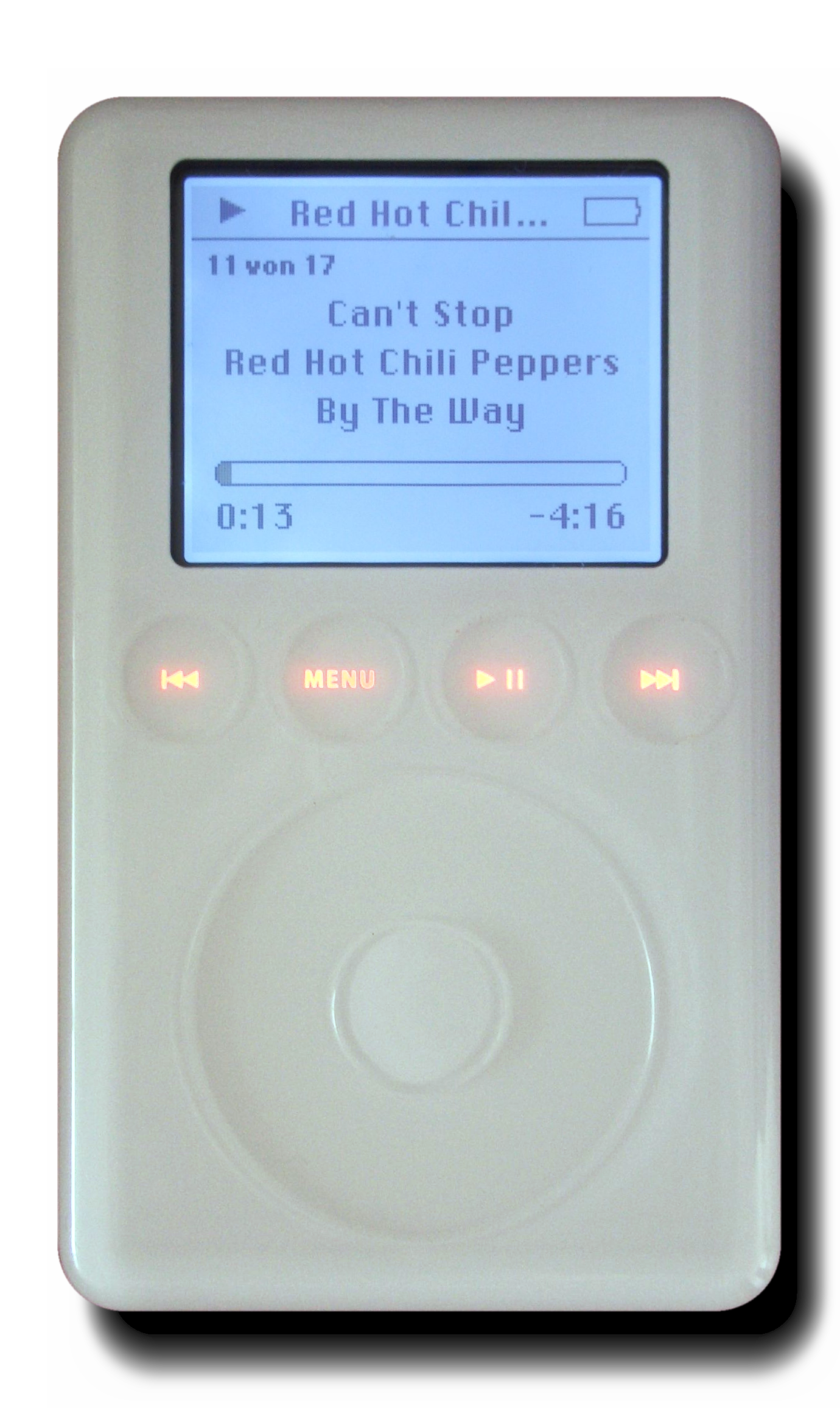
Ein iPod der dritten Generation mit der Chicago-Schriftart.